# Malus angustifolia
Malus angustifolia är en rosväxtart som först beskrevs av William Aiton, och fick sitt nu gällande namn av André Michaux. Malus angustifolia ingår i släktet aplar, och familjen rosväxter. Utöver nominatformen finns också underarten M. a. puberula.